# Liubímov (Krasnodar)
Liubímov (del ruso: Любимов) es un jútor del raión de Shcherbínovski del krai de Krasnodar, en Rusia. Está situado en la orilla derecha del río Yeya, junto a la frontera septentrional del krai (tras la que se halla el óblast de Rostov), 22 km al nordeste de Staroshcherbínovskaya y 195 km al norte de Krasnodar, la capital del krai. 

## Población
Tenía 403 habitantes en 2010.

## Ubicación
Pertenece al municipio Yekaterínovskoye.